# 郑慧琼
郑慧琼（？年—），女，安徽巢湖人，九三学社社员，中国科学院分子植物科学卓越创新中心研究员。

## 生平
1989年本科毕业于安徽师范大学，1992年于山东大学获硕士学位，1996年于中国科学院植物生理研究所获博士学位，同年留所工作。曾先后在美国科罗拉多大学、德国图宾根大学做访问研究。2006年任中国科学院植物生理生态研究所研究员。